# أربيورغ (سويسرا)
أربيورغ (بالألمانية: Aarburg) هي إحدى بلديات مقاطعة زوفينجن في كانتون أرجاو في سويسرا. تقع في جنوب غرب كانتون أرجاو. تبلغ مساحتها 4.42 كيلومتر مربع ويُقدر عدد سكانها بـ 7804 نسمة (في سنة 2016). تعتبر أربيورغ مدينة تاريخية وتُعد قلعة أربيورغ أحد أكبر القلاع في سويسرا وأيضاً أحد مواقع التراث الوطني.
اللغة الرسمية في أربيورغ هي الألمانية ولكن أغلب السكان يتحدثون باللهجة الألمانية السويسرية.

## أعلام
- إيفان دريفوس